# Кларк (тауншип, округ Эйткин, Миннесота)
Кларк (англ. Clark) — тауншип в округе Эйткин, Миннесота, США. На 2000 год его население составило 148 человек.

## География
По данным Бюро переписи населения США площадь тауншипа составляет 83,4 км², из которых 82,1 км² занимает суша, а 1,3 км² — вода (1,61 %).

## Демография
По данным переписи населения 2000 года здесь находились 148 человек, 55 домохозяйств и 37 семей. Плотность населения —  1,8 чел./км². На территории тауншипа расположено 89 построек со средней плотностью 1,1 построек на один квадратный километр. Расовый состав населения: 87,16 % белых и 12,84 % коренных американцев.
Из 55 домохозяйств в 25,5 % воспитывались дети до 18 лет, в 65,5 % проживали супружеские пары и в 32,7 % домохозяйств проживали несемейные люди. 30,9 % домохозяйств состояли из одного человека, при том 14,5 % из — одиноких пожилых людей старше 65 лет. Средний размер домохозяйства — 2,69, а семьи — 3,38 человека.
31,1 % населения — младше 18 лет, 2,7 % — в возрасте от 18 до 24 лет, 23,6 % — от 25 до 44, 27,0 % — от 45 до 64, и 15,5 % — старше 65 лет. Средний возраст — 41 год. На каждые 100 женщин приходилось 114,5 мужчин. На каждые 100 женщин старше 18 приходилось 100,0 мужчин.
Средний годовой доход домохозяйства составлял 26 250 долларов, а средний годовой доход семьи —  36 250 долларов. Средний доход мужчин —  26 250  долларов, в то время как у женщин — 21 250. Доход на душу населения составил 13 591 доллар. За чертой бедности находились 17,5 % семей и 23,6 % всего населения тауншипа, из которых 33,3 % младше 18 и 19,2 % старше 65 лет.